# دانيال ألفاريز
دانيال ألفاريز (بالإسبانية: Daniel Álvarez Palomero)‏ (2 أبريل 1971 بسرقسطة في إسبانيا - ) هو لاعب كرة سلة إسباني في مركز الهجوم خلفي.

## وصلات خارجية
- دانيال ألفاريز على موقع الاتحاد الدولي لكرة السلة (الإنجليزية)
- دانيال ألفاريز على موقع الدوري الإسباني لكرة السلة (الإسبانية)
- دانيال ألفاريز على موقع كرة السلة الأوروبية.كوم (الإنجليزية)
- دانيال ألفاريز على موقع بروبوليرز (الإنجليزية)
- دانيال ألفاريز على موقع سبورتس رفرنس (الإنجليزية)